# Sycorax impatiens
Sycorax impatiens är en tvåvingeart som beskrevs av Satchell 1950. Sycorax impatiens ingår i släktet Sycorax och familjen fjärilsmyggor. Inga underarter finns listade i Catalogue of Life.